# Uranotaenia chorleyi
Uranotaenia chorleyi är en tvåvingeart som beskrevs av Edwards 1936. Uranotaenia chorleyi ingår i släktet Uranotaenia och familjen stickmyggor. Inga underarter finns listade i Catalogue of Life.